# Wahlen zum Senat der Vereinigten Staaten 1842 und 1843
Die Wahlen zum Senat der Vereinigten Staaten 1842 und 1843 zum 28. Kongress der Vereinigten Staaten fanden zu verschiedenen Zeitpunkten statt. Es waren die Halbzeitwahlen (engl. midterm election) in der Mitte von John Tylers Amtszeit. Vor der Verabschiedung des 17. Zusatzartikels wurden die Senatoren nicht direkt gewählt, sondern von den Parlamenten der Bundesstaaten bestimmt.
Zur Wahl standen die 17 Sitze der Senatoren der Klasse III, die 1836 und 1837 für eine Amtszeit von sechs Jahren gewählt worden oder später nachgerückt waren. Zusätzlich fanden für vier dieser Sitze sowie einen der Klasse I Nachwahlen statt, wobei die Demokraten einen Sitz der Whigs gewinnen konnten. Am Ende des 27. Kongresses lag die Mehrheit der Whigs damit bei 29 gegen 20 Demokraten, drei Sitze waren vakant.
Von den 17 regulär zur Wahl stehenden Sitzen waren sechs von Whigs und elf von Demokraten besetzt. Acht Amtsinhaber wurden wiedergewählt (7 D, 1 W), vier Sitze konnten die Demokraten, drei die Whigs halten. Zwei Sitze der Whigs gewannen die Demokraten. Damit fiel die Mehrheit der Whigs auf 27 gegen 22 Demokraten, drei Sitze waren weiterhin vakant. Bei Nachwahlen gewannen die Whigs zwei, die Demokraten einen der vakanten Sitze. Damit saßen im neuen Kongress zu Beginn der ersten regulären Sitzungsperiode 29 Whigs und 23 Demokraten.
Zu Veränderungen nach der Wahl siehe auch Liste der Mitglieder des Senats im 28. Kongress der Vereinigten Staaten.

## Ergebnisse

### Wahlen während des 27. Kongresses
Die Gewinner dieser Wahlen wurden vor dem 4. März 1843 in den Senat aufgenommen, also während des 27. Kongresses.
| Staat          | Amtierender Senator       | Partei   | Nachwahl   | Datum         | Ergebnis            | Neuer Senator      |
| -------------- | ------------------------- | -------- | ---------- | ------------- | ------------------- | ------------------ |
| Kentucky       | Henry Clay                | Whig     | Klasse III | 1842          | von Whigs gehalten  | John J. Crittenden |
| New Hampshire  | Leonard Wilcox, ernannt   | Demokrat | Klasse III | Juni 1842     | bestätigt           | Leonard Wilcox     |
| Rhode Island   | Nathan F. Dixon           | Whig     | Klasse I   | 18. Feb. 1842 | von Whigs gehalten  | William Sprague    |
| South Carolina | William C. Preston        | Whig     | Klasse III | 23. Dez. 1842 | Zugewinn Demokraten | George McDuffie    |
| Vermont        | Samuel C. Crafts, ernannt | Whig     | Klasse III | 26. Okt. 1842 | bestätigt           | Samuel C. Crafts   |

- ernannt: Senator wurde vom Gouverneur als Ersatz für einen ausgeschiedenen Senator ernannt, Nachwahl nötig.
- bestätigt: ein als Ersatz für einen ausgeschiedenen Senator ernannter Amtsinhaber wurde bestätigt.

### Wahlen zum 28. Kongress
Die Gewinner dieser Wahlen wurden am 4. März 1843 in den Senat aufgenommen, also bei Zusammentritt des 28. Kongresses. Alle Sitze dieser Senatoren gehören zur Klasse III.
| Staat          | Amtierender Senator | Partei   | Datum          | Ergebnis                | Neuer Senator       |
| -------------- | ------------------- | -------- | -------------- | ----------------------- | ------------------- |
| Alabama        | Arthur P. Bagby     | Demokrat | 1842           | wiedergewählt           | Arthur P. Bagby     |
| Arkansas       | Ambrose H. Sevier   | Demokrat | 1843           | wiedergewählt           | Ambrose H. Sevier   |
| Connecticut    | Perry Smith         | Demokrat | 1842           | von Demokraten gehalten | John M. Niles       |
| Georgia        | Alfred Cuthbert     | Demokrat | 1843           | von Demokraten gehalten | Walter T. Colquitt  |
| Illinois       | Richard M. Young    | Demokrat | 1843           | von Demokraten gehalten | Sidney Breese       |
| Indiana        | Oliver H. Smith     | Whig     | 1842           | Zugewinn Demokraten     | Edward A. Hannegan  |
| Kentucky       | John J. Crittenden  | Whig     | Jan. 1843      | wiedergewählt           | John J. Crittenden  |
| Louisiana      | Charles M. Conrad   | Whig     | 1843           | von Whigs gehalten      | Alexander Porter    |
| Maryland       | John L. Kerr        | Whig     | 1843           | von Whigs gehalten      | James Pearce        |
| Missouri       | Lewis F. Linn       | Demokrat | 1842           | wiedergewählt           | Lewis F. Linn       |
| New Hampshire  | Leonard Wilcox      | Demokrat | 1843           | von Demokraten gehalten | Charles G. Atherton |
| New York       | Silas Wright        | Demokrat | 7. Feb. 1843   | wiedergewählt           | Silas Wright        |
| North Carolina | William A. Graham   | Whig     | 1843           | Zugewinn Demokraten     | William H. Haywood  |
| Ohio           | William Allen       | Demokrat | 1842           | wiedergewählt           | William Allen       |
| Pennsylvania   | James Buchanan      | Demokrat | 1843           | wiedergewählt           | James Buchanan      |
| South Carolina | George McDuffie     | Demokrat | 1842 oder 1843 | wiedergewählt           | George McDuffie     |
| Vermont        | Samuel C. Crafts    | Whig     | 1843           | von Whigs gehalten      | William Upham       |

- wiedergewählt: ein gewählter Amtsinhaber wurde wiedergewählt.

### Wahlen während des 28. Kongresses
Die Gewinner dieser Wahlen wurden nach dem 4. März 1843 in den Senat aufgenommen, also während des 28. Kongresses.
| Staat          | Amtierender Senator | Partei   | Nachwahl   | Datum         | Ergebnis                | Neuer Senator     |
| -------------- | ------------------- | -------- | ---------- | ------------- | ----------------------- | ----------------- |
| Louisiana      | Alexander Porter    | Whig     | Klasse III | 1843          | von Whigs gehalten      | Henry Johnson     |
| Maine          | vakant              | vakant   | Klasse III | 7. März 1843  | Zugewinn Demokraten     | John Fairfield    |
| Missouri       | Lewis F. Linn       | Demokrat | Klasse III | Okt. 1843     | von Demokraten gehalten | David R. Atchison |
| South Carolina | John C. Calhoun     | Demokrat | Klasse II  | 4. März 1843  | von Demokraten gehalten | Daniel E. Huger   |
| Tennessee      | vakant              | vakant   | Klasse I   | 17. Okt. 1843 | Zugewinn Whigs          | Ephraim H. Foster |
| Tennessee      | vakant              | vakant   | Klasse II  | 17. Okt. 1843 | Zugewinn Whigs          | Spencer Jarnagin  |

## Einzelstaaten
In allen Staaten wurden die Senatoren durch die Parlamente gewählt, wie durch die Verfassung der Vereinigten Staaten vor der Verabschiedung des 17. Zusatzartikels vorgesehen. Das Wahlverfahren bestimmten die Staaten selbst, es war daher von Staat zu Staat unterschiedlich. Teilweise ergibt sich aus den Quellen nur, wer gewählt wurde, aber nicht wie.
Das Second Party System bestand aus den ersten Parteien im modernen Sinne in den Vereinigten Staaten, der bis heute bestehenden Demokratischen Partei und der United States Whig Party.